# Un mare di guai (film 1995)
Un mare di guai (Fudge a Mania) è un film per la televisione del 1995 diretto da Bob Clark.